# Patrick Fassott
Patrick Fassott (* 1970 oder 1971 in Altrip) ist ein deutscher Politiker, Gewichtheber und Sportfunktionär.

## Leben
Fassott wuchs in Altrip auf. 1988 trat er in die SPD ein. 1991 machte er sein Abitur am Geschwister-Scholl-Gymnasium in Ludwigshafen. 1995 schloss er sein Studium zum Verwaltungsfachwirt an der Hochschule für öffentliche Verwaltung in Mayen ab. Ab 1992 bis zur Fusion 2014 arbeitete er in der Gemeindeverwaltung von Altrip. Danach arbeitete er für die neue Verbandsgemeinde Rheinauen als Leiter des Fachbereichs Kommunale Betriebe.
Fassott ist seit 2003 verheiratet und lebt mit seiner Frau und zwei Kindern in Oftersheim.

## Sport
Von 1980 bis 1987 wurde Fassott für den Athletenclub 1923 Altrip bei den Schülern und Junioren mehrfach Landesmeister seiner Altersklasse und belegte mehrmals vordere Plätze bei den jeweiligen deutschen Meisterschaften. Ab 1987 trat er auch für die 1. Mannschaft an, 1995/96 sogar in der 2. Gewichtheber-Bundesliga. Fassott war zudem insgesamt 13 Jahre zweiter Vorsitzender des Vereins.
Er ist seit 2010 Präsident des Gewichtheberverband Rheinland-Pfalz und war von 2012 bis 2020 Vizepräsident für Finanzen des Bundesverbandes Deutscher Gewichtheber. 2021 wurde Fassott zum Vizepräsidenten des Europäischen Gewichtheber-Verbandes gewählt.

## Politik
Fassott war von 2004 bis 2014 Kämmerer der Gemeinde Altrip und davor stellvertretender Kämmerer von Oftersheim.
Nachdem Otto Reiland, Bürgermeister der Verbandsgemeinde Rheinauen, sein Amt zum 1. September 2019 aus Altersgründen vorzeitig zur Verfügung stellte, nominierten die SPD-Ortsverbände Fassott am 26. November 2018 einstimmig zu ihrem Kandidaten. Im ersten Wahlgang am 23. Mai 2019 erreichte er 41,3 Prozent der Stimmen. Die Stichwahl am 19. Juni 2019 gegen CDU-Kandidaten Stefan Bentz gewann er mit 58,6 Prozent der Stimmen. Fassotts Amtszeit begann am 1. September 2019.